# Dicliptera divaricata
Dicliptera divaricata là một loài thực vật có hoa trong họ Ô rô. Loài này được Compton mô tả khoa học đầu tiên năm 1975.